# Verbandsgemeinde Rennerod
La comunità amministrativa di Rennerod (Verbandsgemeinde Rennerod) si trova nel circondario del Westerwald nella Renania-Palatinato, in Germania.

## Comuni
Fanno parte della comunità amministrativa i seguenti comuni:
| Comune, città             | Sup. (km²) | Abitanti |
| ------------------------- | ---------- | -------- |
| Bretthausen               | 3,38       | 203      |
| Elsoff (Westerwald)       | 9,44       | 937      |
| Hellenhahn-Schellenberg   | 7,28       | 1 244    |
| Homberg                   | 2,16       | 181      |
| Hüblingen                 | 4,50       | 307      |
| Irmtraut                  | 4,52       | 769      |
| Liebenscheid              | 10,56      | 828      |
| Neunkirchen               | 6,61       | 535      |
| Neustadt/Westerwald       | 2,80       | 570      |
| Niederroßbach             | 4,39       | 670      |
| Nister-Möhrendorf         | 2,97       | 288      |
| Oberrod                   | 6,72       | 617      |
| Oberroßbach               | 2,81       | 355      |
| Rehe                      | 7,41       | 972      |
| Rennerod, città           | 18,14      | 4 435    |
| Salzburg                  | 2,30       | 216      |
| Seck                      | 8,62       | 1 161    |
| Stein-Neukirch            | 7,16       | 441      |
| Waigandshain              | 4,04       | 214      |
| Waldmühlen                | 3,10       | 324      |
| Westernohe                | 7,50       | 919      |
| Willingen                 | 3,68       | 272      |
| Zehnhausen bei Rennerod   | 2,96       | 400      |
| Verbandsgemeinde Rennerod | 133,05     | 16 858   |

(Abitanti al 31 dicembre 2021)